# Wayana
Wayana (eget namn wayâna) är ett karibiskt språk som talas i Surinam och Franska Guyana. Språket anses vara hotat och dess närmaste släktspråk är bl.a. tiverighotto och carijona. Antal talare är cirka 1500 varav majoriteten bor i Franska Guyana.
Språket skrivs med latinska alfabetet. Nya testamentet översattes till wayana år 1979.

## Fonologi

### Konsonanter
|             | Bilabial | Alveolar | Retroflex | Palatal | Velar | Glottal |
| ----------- | -------- | -------- | --------- | ------- | ----- | ------- |
| Nasal       | m        | n        |           |         |       |         |
| Klusil      | p        | t        |           |         | k     |         |
| Frikativ    |          | s        |           |         |       | h       |
| Frikativ    |          |          | ɽ         |         |       |         |
| Approximant | w        |          |           | j       |       |         |

Konsonanten [h] kan också realiseras som [ʃ].
Källa:

### Vokaler
|              | Främre | Central | Bakre |
| ------------ | ------ | ------- | ----- |
| Sluten       | i      | i       | u     |
| Mellansluten | e      | ə       | ɤ     |
| Öppen        |        | a       |       |

Källa: